# Boulder Dash
Boulder Dash — серія відеоігор-головоломок, започаткована Пітером Лієпою (англ. Peter Liepa) і Крісом Греєм (англ. Chris Gray). Спочатку гра була випущена в 1984 році для 8-бітних комп'ютерів Atari, проте незабаром була портована на інші популярні тоді ігрові платформи: Apple II, ZX Spectrum, Commodore 64, NES, Acorn Electron, Amstrad CPC, IBM PC та ін. Правовласником серії є компанія First Star Software.

## Ігровий процес
Гравець керує персонажем на ім'я Рокфорд, який повинен пройти низку рівнів, прокопуючи собі шлях до виходу через ґрунт і збираючи алмази та самоцвіти. Він мусить уникати падіння каменів, завалювання свого шляху і зустрічі з небезпечними істотами.
Більшість рівня на початку заповнює ґрунт з розкиданими в ньому каменями. Ґрунт утримує камені, але не маючи опори знизу і з боків, вони падають, поки не досягнуть ґрунту або іншого каміння. Крім того на рівнях зустрічаються цегляні кладки, які неможливо знищити і які разом з камінням формують лабіринти. На рівнях місцями трапляються небезпечні істоти, які, будучи випущеними, починають рух вздовж прокопаних тунелів.
Щоб завершити рівень, слід до вичерпання даного часу знайти вихід і зібрати визначену кількість алмазів. Алмази, як і каміння, можуть падати і вбити персонажа. Місцями в лабіринтах виявляється лава, що поступово затоплює рівень, поглинаючи ґрунт. Якщо обмежити її поширення, заваливши камінням, з часом вона кристалізується і перетвориться на алмази.

## Ігри серії
- Boulder Dash (1984) — оригінальна версія для багатьох комп'ютерів та ігрових консолей.
- Boulder Dash (1984) — версія для аркадних автоматів, створена Exidy. Ця версія ідентична оригінальній, за винятком того, що надає 30 додаткових секунд за монети. Гра стала першою, портованою з комп'ютера на автомат, а не навпаки.
- Boulder Dash (1985; Аркадний автомат) — видана Comptiq на Data East's «DECO Cassette System» версія з вдосконаленою графікою, але для вертикально орієнтованого монітора.
- Boulder Dash II (1985; C64) — друга домашня версія гри, видана під кількома назвами: Rockford's Riot на MSX і Rockford's Revenge на C64. В Японії отримала назву Champion Boulder Dash.
- Boulder Dash 3 (1986; Apple II, C64, Spectrum, PC) — монохромна версія на космічну тематику.
- Boulder Dash Construction Kit (1986; Apple II, C64, Spectrum, Atari 8-bit computers, Atari ST) — іменована також Boulder Dash IV, для якої розробники створили інструмент для конструювання власних рівнів.
- Rockford (1988; Аркадний автомат, Amiga, Atari 8-bit, Atari ST, Spectrum, Amstrad, C64) — початково аркадна гра від Arcadia Systems, пізніше перероблена під інші платформи.
- Boulder Dash Part 2 (1990; Аркадний автомат)
- Boulder Dash (1990; Game Boy)
- Boulder Dash (1990; NES)
- Boulder Dash EX (2002; Game Boy Advance) — включала розширений «EX-режим» і «Класичний режим» в стилі гри 1984-го року.
- Boulder Dash Xmas 2002 Edition (2002; PC)
- GemJam Gold (2003; PC) — заснована на Boulder Dash і ліцензована First Star.
- Boulder Dash — Treasure Pleasure (2003; PC)
- Boulder Dash: Rocks! (2007; PSP, DS, iOS)
- Boulder DAs Vol 1 (2009; iOS)
- Boulder Dash-XL (2011&; Xbox Live Arcade, PC) — ремейк з використання 3D-графіки (ігровий процес і надалі відбувається в площині).
- Boulder Dash — The Collection! (2011; Android) — збірник з 5-и наборів ігрових рівнів різного стилю.
- Boulder Dash (2011; Atari 2600) — обмежене видання з 250 примірників.
- Boulder Dash-XL 3D (2012; Nintendo 3DS) — 3D порт Boulder Dash-XL.
- Boulder Dash-XL від HeroCraft (2012—2014; iOS) — має ретро-режим, який забезпечує вигляд, як в класичних частин Boulder Dash.
- Boulder Dash: 30th Anniversary від TapStar Interactive (2014; Android, iOS) — розроблена SoMa Play Inc. і Katsu Entertainment LLC безкоштовна гра для мобільних платформ з оновленим оформленням і системою вдосконалень персонажа.